# Sasafras lekarski
Sasafras lekarski, sasafrzan lekarski, sassafras lekarski (Sassafras albidum) – gatunek drzewa z rodziny wawrzynowatych (Lauraceae). Występuje we wschodniej części Ameryki Północnej.

## Morfologia
PokrójDrzewo do 15 m wysokości.
LiścieJajowate całobrzegie lub klapowane. Z wierzchu żywozielone, od spodu modre.
KwiatyZebrane w kwiatostany (podbaldachy) szczytowe, zwisające. Okwiat z 6 listków, błoniastych, zielonkawożółtych i zrośniętych u nasady. Kwiaty rozdzielnopłciowe: w męskich jest 9 pręcików, w żeńskich wykształca się 9 prątniczków i jeden słupek.
OwocJagoda jednonasienna.

## Zastosowanie
Drewno białe i miękkie ma zapach, którego nie znoszą mole i dlatego używane jest do wyrobu szaf i kufrów na ubrania. Z kory i z korzeni sasafrasu otrzymuje się aromatyczny olejek eteryczny (sasafrzanowy, sasafrasowy). Stosowany jest on do wyrobu kosmetyków. Z liści uzyskuje się czerwony barwnik. Roślina stosowana jest także jako lecznicza.